# Adelfo di Metz
Adelfo di Metz (III secolo – III secolo) è stato il decimo vescovo di Metz.
Il suo culto come santo fu approvato da papa Leone IX nel 1049.

## Biografia
Occupa il decimo posto nella tradizionale serie dei vescovi di Metz.
Secondo una Vita tarda e leggendaria, la nascita di Adelfo sarebbe stata annunciata alla madre, la nobile burgunda Beatrice, da un angelo, che le avrebbe anche predetto l'elezione a vescovo di Metz.
È citato anche nel Chronicon episcoporum Mettensis di Paolo Diacono, secondo cui sarebbe vissuto nel III secolo.

## Culto
Le sue reliquie furono collocate nell'abbazia alsaziana di Neuwiller nell'836 dal vescovo Drogone e la sua tomba divenne meta di pellegrinaggio.
Il suo culto fu approvato da papa Leone IX il 3 dicembre 1049.
Il suo elogio si legge nel Martirologio romano al 29 agosto, ma a Neuwiller la festa di sant'Adelfo si celebra il 1º settembre.